# Lichomolgus canui
Lichomolgus canui är en kräftdjursart som beskrevs av Georg Ossian Sars 1917. Lichomolgus canui ingår i släktet Lichomolgus, och familjen Lichomolgidae. Arten har ej påträffats i Sverige.